# Església Ortodoxa a Amèrica
L'Església Ortodoxa a Amèrica (Orthodox Church in America, OCA) és una jurisdicció de l'Església Ortodoxa establerta a Amèrica del Nord. La seva autocefàlia està reconeguda per l'Església Ortodoxa Russa, però no pel Patriarcat de Constantinoble. El seu primat és el Metropolità Jonah (Paffhausen), que va ser elegit el 12 de novembre de 2008, i es va instal·lar formalment el 28 de desembre d'aquell any. La seu de l'OCA es troba a Syosset, Nova York, i es compon de més de 700 parròquies, amb les missions, comunitats, monestirs, i institucions ubicades principalment als Estats Units i el Canadà, tot i que amb alguna presència a Mèxic i Austràlia. Segons estimacions pròpies de l'OCA varien, el nombre estimat de fidels va des d'un mínim de 27.169 fins a un màxim d'1.064.000.

## Història

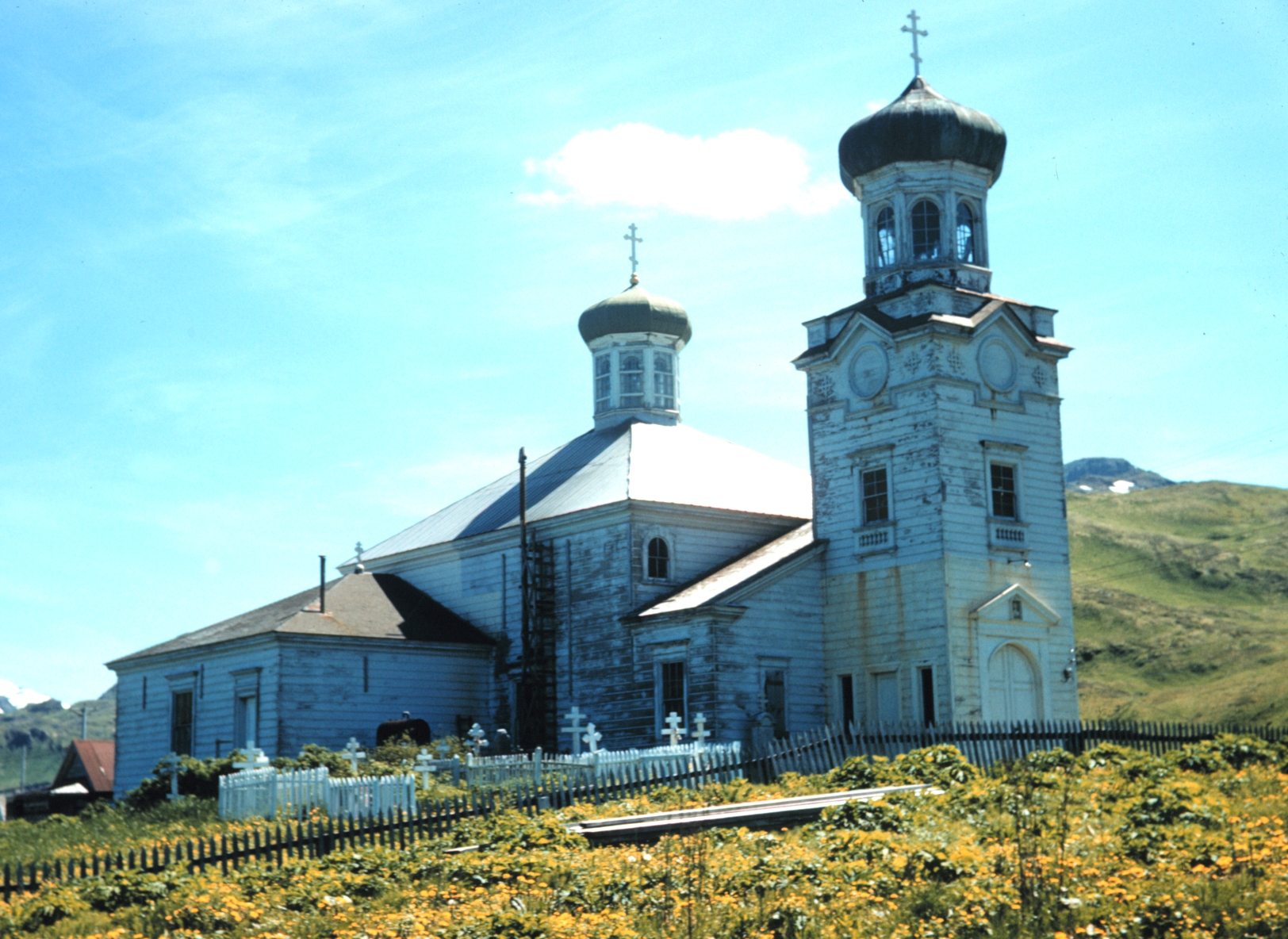
L'església de la Santa Ascensió d'Unalaska (Alaska) va ser la primera església construïda d'Alaska i va ser construïda quan Alaska formava de l'Imperi Rus

La història de l'OCA va començar amb l'arribada de vuit monjos ortodoxos russos a l'Illa Kodiak, Alaska, aleshores territori rus, el 1794. Els monjos van establir una missió, que va esdevenir una diòcesi de l'Església Ortodoxa Russa per a Alaska i les Illes Aleutianes després que els Estats Units compressin el territori a Rússia, el 1867. Durant segle xix, l'Església Ortodoxa russa havia crescut en altres àrees dels Estats Units a causa de l'arribada d'immigrants europeus i de l'Orient Mitjà. Molts d'aquests immigrants, independentment de la seva nacionalitat o origen ètnic, es van unir sota aquella diòcesi.
A causa del trasbalsos ocasionats per la Revolució Russa de 1917 el Patriarca Tikhon de Moscou va autoritzar, a partir de 1920, a totes les esglésies ortodoxes russes fora de Rússia a regir-se per si mateixes mentre no existís una coordinació o bona comunicació des de la seu patriarcal. Aquesta directiva s'aplicà com a base per a la declaració d'autonomia d'algues esglésies, inclús en absència de les seves condicions d'excepcionalitat. Si bé moltes diòcesis es van posar sota la jurisdicció d'altres esglésies ortodoxes, un gran nombre dels ortodoxos als Estats Units es va reunir el 1924 en la denominada Església Ortodoxa Russa Greco Catòlica a Amèrica (coneguda informalment com el Metropolia), amb el Metropolità Platon (Rozhdestvensky). Aquesta va veure reconeguda la seva autocefàlia pel Patriarcat de Moscou el 1970, moment en què passa a anomenar-se Església Ortodoxa a Amèrica. Encara que l'autocefàlia de l'OCA no està reconegut universalment per totes les Esglésies ortodoxes autocéfales, està en plena comunió amb elles.